# Seidenstraßenstrategie
Der Begriff Seidenstraßenstrategie basiert auf einer Übersetzung eines entsprechenden Gesetzesvorschlages (Silk Road Strategy Act oder auch genannt „New Great Game“), das vom Repräsentantenhaus der Vereinigten Staaten im März 1999 verabschiedet wurde. Allerdings wurde die Vorlage weder vom Senat ratifiziert noch vom damaligen US-Präsident Bill Clinton oder einem seiner Nachfolger unterzeichnet.

## Ursprung
In dieser Gesetzesvorlage wurden die Interessen der USA in Zentralasien (vorwiegend im oftmals so genannten postsowjetischen Raum) definiert. Im Januar 2003 wurde eine Ergänzung zum bestehenden Gesetz verabschiedet, welches die US-Politik auf den neuesten Stand bringen sollte. Markus Kaiser von der Universität Bielefeld beschreibt, dass unter diesem Begriff die USA ihre Politik in der Region fixieren.
Namensgebend für das Politikkonzept war die historische Seidenstraße bzw. The Great Game. Ihren ideologischen Ursprung hat es in der Carter-Doktrin, die auf Präsident Carters Berater für Nationale Sicherheit Zbigniew Brzeziński zurückgeht.

## Inhalt
Die Vorlage würde die US-Regierung autorisieren, den Staaten Zentralasiens und des Südkaukasus humanitäre und wirtschaftliche und Entwicklungshilfe sowie Unterstützung bei der Grenzsicherung und beim Umgang mit Migration und Flüchtlingen zu leisten.
Zielsetzung dieser Hilfe ist
1. die Verbreitung von Souveränität, Unabhängigkeit, demokratische Regierungsformen, Respekt für die Menschenrechte;
2. die Unterstützung bei der Lösung von regionalen Konflikten und die Beseitigung von Hindernissen für den grenzübergreifenden Handel;
3. die Verbreitung der Prinzipien der wirtschaftlichen Zusammenarbeit und des freien Handels;
4. Unterstützung im Aufbau der regionalen Infrastruktur, die nötig ist für Kommunikation, Energieversorgung, Gesundheitswesen, Handel und Transport entlang einer Ost-West-Achse um intensive Beziehungen und Handelsverbindungen zwischen den genannten Ländern und der Euro-Atlantischen Gemeinschaft aufzubauen;
5. Unterstützung von US-Interessen und wirtschaftlichen Unternehmungen.

Untersagt wäre diese Hilfe, mit definierten Ausnahmen, an Regierungen,
1. die im großen Maßstab die Menschenrechte verletzen;
2. die Raketentechnologie oder Technologie, die zum Bau von Massenvernichtungswaffen beiträgt, wissentlich weitergegeben oder den Transfer derselben genehmigt haben;
3. die wiederholt terroristische Aktivitäten unterstützt haben;
4. denen Unterstützung durch (US-amerikanisches) Bundesgesetz verboten ist;
5. in denen die jeweiligen US-Botschaften keinen signifikanten Fortschritt bei der Lösung von Handelsstreitigkeiten feststellen konnten.

Ferner hält der US-Kongress
1. den Präsidenten dazu an, alle diplomatischen Maßnahmen zu ergreifen, damit die Konflikte im Südkaukasus und Zentralasien gerecht, angemessen und nachhaltig gelöst werden;
2. es für sinnvoll, dass die Vereinigten Staaten, wenn angemessen, die Einrichtung multinationaler, neutraler Friedenstruppen fördern, um Friedensabkommen zwischen den Konfliktparteien der Länder der genannten Region zu sichern;
3. es für sinnvoll, dass die Vereinigten Staaten dem „Centre for International Cooperation“ (MASHAV) des israelischen Außenministeriums und dem „Cooperative Development Program-Central Asian Republics“ (CDP-CAR) der US-Behörde für Entwicklungshilfe (AID) Unterstützung leisten, zur wirtschaftlichen Entwicklung der Landwirtschaft, des Gesundheitswesens und anderer wichtiger Bereiche entsprechend den Vorgaben der AID.

### Zeitschriften
- Post Soviet Affairs. Bellwether Publishing, Columbia (USA). ISSN 1060-586X, ingentaconnect.com